# Fly to Stay Alive (A Bird's Eye)
„Fly to Stay Alive (A Bird's Eye)“ je druhý singl turecké rockové skupiny maNga. Píseň měla premiéru v Dánsku.

## Seznam stop
| #  | Verze                              | Délka |
| -- | ---------------------------------- | ----- |
| 1. | "Fly to Stay Alive" (A Bird's Eye) | 04:04 |
| 2. | "Fly to Stay Alive" (Radio Edit)   | 03:47 |
| 3. | "Fly to Stay Alive" (Acoustic)     | 03:18 |
| 4. | "Fly to Stay Alive" (Promo Video)  |       |